# Inherent Resolve hadművelet
Az Inherent Resolve hadművelet (angolul: Operation Inherent Resolve) az amerikai haderő Iszlám Állam elleni hadművelete, amelynek műveleti területe Irak területén át Szíriába is átnyúlik. 2015. szeptember 22-étől az Amerikai Hadsereg III. hadteste vezeti a hadművelet összfegyvernemi alakulatait (Combined Joint Task Force Operation Inherent Resolve, CJTF–OIR).

## A hadművelet lefolyása
Irakban 2014. június 15-én kezdődtek el a hadműveletek, míg Szíriában 2014. szeptember 22-én. 2014 októberéig az amerikai kormányzat nem adott nevet a műveleteknek, melynek oka a névtervezeteket ért negatív médiakritikák voltak. A hadművelet hivatalos nevét az amerikai központi parancsnokság (CENTCOM) jelentette be 2014. október 15-én. A térségben feladatokat ellátó katonák szolgálati kitüntetéseit június 15-éig visszamenőlegesen érvényesítették.
A hadművelet első amerikai halottja 2014. december 4-én vesztette életét egy nem harc közbeni balesetben.
A hadműveletet mind a légierő, mind a haditengerészet (köztük négy repülőgép-hordozó repülőezredei), a tengerészgyalogság és a hadsereg alakulatai hajtják végre, amik jellemzően precíziós légicsapásokra és különleges szárazföldi műveleti bevetésekre, légi szállításokra korlátozódnak. 2015. november 3-áig közel 7900 légicsapást hajtottak végre az amerikai repülőgépek, melyek célpontjai az Iszlám Állam, illetve az Al-Nuszra Front alakulatai. A légicsapások közel 80%-át amerikai repülőgépek hajtották végre.
Az amerikai csapatokon kívül számos más ország alakulatai is részt vesznek a hadműveletben. Irakban Ausztrália, Belgium, Dánia, Franciaország, Hollandia, Jordánia, Kanada és az Egyesült Királyság. Szíriában Ausztrália, Bahrein, Franciaország, Jordánia, Kanada, Szaúd-Arábia, Törökország, az Egyesült Arab Emírségek és az Egyesült Királyság. 2015. január 2-i adatok szerint a koalíciós erők körülbelül 63 290 bevetést hajtottak végre Irakban és Szíriában a hadművelet támogatására. Egy nappal későbbi Pentagon jelentés szerint összesen 9379 légicsapást hajtottak végre, melyből 6217 iraki és 3162 szíriai területen zajlott (ebből 7260-at amerikai repülőgépek hajtottak végre 4283 / 2977 arányban).
Ezeken túlmenően 2015 tavaszán az amerikai hadsereg a 101. légi szállítású hadosztály 2. dandár-harccsoportjából (2nd Brigade Combat Team) 1300 főt telepít Irakba a hadművelet támogatására, akik az Iraki biztonsági erők támogatása mellett felváltják a 10. hegyi hadosztály 1. dandár-harccsoportját (1st Brigade Combat Team, 10th Mountain Division). Még ebben az évben, 2015 telén a 10. hegyi hadosztály 87. gyalogezredének 2. zászlóaljából (2nd Battalion, 87th Infantry Regiment) 500 fő települ ki Afganisztánba a Freedom's Sentinel hadművelet ellátására.
Időközben az amerikai beavatkozással párhuzamosan egy egyiptomi vezetésű, egyiptomi–líbiai intervenció és egy orosz vezetésű orosz–szír–iraki–iráni is zajlik az ISIL-lel szemben. 2015. december 15-e óta az Iszlám Katonai Szövetség is fellép a muzulmán szélsőségesekkel szemben.

## Fordítás
- Ez a szócikk részben vagy egészben  az   Operation Inherent Resolve című angol Wikipédia-szócikk ezen változatának fordításán alapul.  Az eredeti cikk szerkesztőit annak laptörténete sorolja fel. Ez a jelzés csupán a megfogalmazás eredetét és a szerzői jogokat jelzi, nem szolgál a cikkben szereplő információk forrásmegjelöléseként.